# Crkva sv. Ivana Krstitelja na Stjepan Krstu
Crkva sv. Ivana Krstitelja je katolička župna crkva na Stjepan Krstu u Bosni i Hercegovini.

## Povijest
Dana 8. veljače 1974. utemeljena je župa Stjepn Krst. Crkvu je blagoslovio biskup Petar Čule, 9. listopada 1977., a biskup koadjutor održao propovijed. Za vrijeme srpskog napada, 1992. godine, crkva je u potpunosti srušena.
Nova crkva podignuta je na temeljima stare srušene u ratu. Blagoslov temelja nove crkve obavio je dubrovački biskup Želimir Puljić, 24. lipnja 2009., a blagoslov crkve i oltara obavio je msgr. Srećko Majić, 24. lipnja 2011. godine.

## Poveznice
- Stjepan Krst

### Knjige
- Puljić, Ivica. 2006. Nastanak novih župa na povijesnom području povijesne župe Dubrave.   Krešić, Milenko (ur.). Humski zbornik IX. - 300 godina župe Dubrave. Aladinići. str. 109–135
- Šutalo, Ivo. 2023. Nastanak i razvoj župa na području Trebinjsko-mrkanske biskupije i sakralni objekti po župama.   Puljić, Ivica; Marić, Marinko (ur.). Trebinjsko-mrkanska biskupija: Zbornik radova povodom obilježavanja 1000. obljetnice prvoga pisanog spomena Trebinjske biskupije i 700. obljetnice prvoga pisanog spomena Mrkanske biskupije. Trebinjsko-mrkanska biskupija. Mostar. str. 469–623